# Nico Moos
Nico Moos (* 7. April 2000 in Nürnberg) ist ein deutscher Fußballspieler. Er steht beim SGV Freiberg unter Vertrag.

## Karriere
Nach seinen Anfängen in der Jugend der JFG Wendelstein und des FSV Erlangen-Bruck wechselte er im Sommer 2017 in die Jugendabteilung des SG Quelle Fürth. Im Sommer 2018 schloss er sich dem SV Seligenporten in der Bayernliga an. Nach zwei Spielzeiten und 46 Ligaspielen wechselte der 1,92 m große Innenverteidiger im Sommer 2020 in die Regionalliga Bayern zur SpVgg Bayreuth. Im Mai 2021 verlängerte er dort seinen Vertrag um ein weiteres Jahr. Am Ende der Spielzeit 2021/22 gelang ihm mit seiner Mannschaft der Aufstieg in die 3. Liga. Moos hatte mit 16 Einsätzen und 1.135 Spielminute seinen Anteil daran. Sein Vertrag verlängerte sich um ein weiteres Jahr. Seinen ersten Profieinsatz hatte er am 23. Juli 2022, dem 1. Spieltag, als er bei der 0:1-Auswärtsniederlage gegen den FC Ingolstadt 04 in der 88. Spielminute eingewechselt wurde.
Kurz nach Beginn der Saison 2024/25 wechselte Moos zur SGV Freiberg in die Regionalliga Südwest. Zum Verlassen des SpVgg Bayreuth hieß es. „In der 3. Liga spielte Nico Moos eine bedeutendere Rolle als zuletzt in der Regionalliga.“ Vonseiten des aufnehmenden Vereins war zu lesen: „Der 24-jährige Innenverteidiger soll Marius Uhl ersetzen, der jüngst zu den Würzburger Kicker gewechselt war. Nico Moos gilt als talentierter und solider Verteidiger, der bereits in der 3. Liga wertvolle Erfahrung sammeln konnte.“

## Erfolge
SpVgg Bayreuth
Meister der Regionalliga Bayern und Aufstieg in die 3. Liga: 2021/22

## Persönliches
In einer öffentlichen Vorstellung durch die SpVgg Bayreuth sagte Moos zu seinen Hobbys: "Wenn ich nicht Fußball spiele, dann treffe ich mich gerne mit Freunden. Fahre sehr gerne Ski. Und wenn ich kein Fußball spiele, beschäftige ich mich trotzdem mit Fußball und schaue mir sehr gerne Spiele an."